# Carrot Top
Scott Thompson (25 februari 1965), artiestennaam Carrot Top, is een Amerikaanse stand-upcomedian en acteur. Hij is vooral bekend door grappen te maken met attributen.

## Levensloop
Carrot Tops doorbraak kwam in 1991 toen hij optrad in Comic Strip Live, een comedyclub in New York. Van 1995 tot 1999 was hij presentator bij Cartoon Network, voor wie hij ook producer was en optrad in het ochtendprogramma Carrot Top's AM Mayhem van 1994 tot 1996.

### Optredens
Sinds 2005 is Carrot Top de headliner op MGM Resorts International properties in Las Vegas (Nevada). Hij heeft een comedyshow in het Luxor Hotel in Las Vegas sinds 22 november 22 2005, en doet andere optredens naast zijn show. 
Zijn optredens gaan meestal rond een groot aantal attributen in grote koffers op het podium, en zijn grappen bestaan er uit dat hij telkens een attribuut uit een koffer haalt, het beschrijft in één zin, en het dan weggooit.